# Yoshinobu Oyakawa
Yoshinobu ("Yoshi") Oyakawa, né le 9 août 1933 à Hawaii, est un ancien nageur américain spécialiste du dos crawlé. Il fut champion olympique sur l'épreuve du 100 m dos lors des Jeux d'Helsinki en 1952. 
Diplômé en éducation physique à l'Université de l'État de l'Ohio, il domine les compétitions universitaires en dos crawlé telles que le Big Ten Conference ou la NCAA. En 1954, deux ans après son titre olympique, il bat le record du monde du 100 m dos détenu par son dauphin aux J.O. Gilbert Bozon. Avec un temps de 1 min 02 s 8, il devient le premier homme sous les 1 min 03 s 0. Le nageur français lui reprend cependant ce record en 1955.
En 1970, il est nommé pour figurer au prestigieux International Swimming Hall of Fame.

## Palmarès
- Jeux olympiques de 1952 à Helsinki (Finlande) :
  -  Médaille d'or sur l'épreuve du 100 m dos (avec un temps de 1 min 05 s 9).